# Rhian Brewster
Rhian Joel Brewster (sinh ngày 1 tháng 4 năm 2000) là một cầu thủ bóng đá chuyên nghiệp người Anh, chơi ở vị trí tiền đạo cho câu lạc bộ Liverpool đang chơi tại Ngoại hạng Anh và đội tuyển U18 Anh.
Năm 2017, anh là một phần của đội tuyển Anh đã giành chiến thắng FIFA U-17 World Cup ở Ấn Độ và được trao giải Chiếc giày vàng vì là cầu thủ ghi bàn hàng đầu của giải đấu.
Brewster từng 2 lần được bình chọn vào Bảng xếp hạng "Cầu thủ trẻ xuất sắc nhất năm" (NxGn), đứng trong top 50 của năm 2018 và xếp ở vị trí thứ 31 trong năm 2019.

## Sự nghiệp câu lạc bộ

### Thời niên thiếu
Sinh ở Chadwell Heath, Đại Luân Đôn, Brewster đã học tại trường tiểu học Chadwell Heath trước khi gia nhập Học viện Chadwell Heath và Shield YFC. Năm 7 tuổi, anh được các đại diện của Chelsea, Arsenal, West Ham United và Charlton Athletic theo dõi. Cuối cùng anh gia nhập Chelsea, nơi anh phát triển trình độ của mình dưới thời HLV Michael Beale trong học viện của câu lạc bộ cho đến năm 14 tuổi, sau đó anh rời khỏi để gia nhập đại kình địch Premier League Liverpool.

### Liverpool
Vào năm 2015, Liverpool đã ký hợp đồng với Brewster từ Chelsea theo lời giới thiệu của Beale. Quyết định thực hiện chuyển sang đội bóng khác của Brewster được thúc đẩy một phần bởi ảnh hưởng của cha anh, người tin rằng anh có cơ hội thông qua học viện của Liverpool hơn là của Chelsea. Ban đầu anh gia nhập đội U18 của câu lạc bộ trước khi được thăng hạng vào đội U23, nơi anh ghi bàn trong trận ra mắt trước Ipswich Town. Trong thời gian ở học viện, Brewster được đặt vào một chế độ đào tạo đặc biệt bao gồm các buổi một đấu với cựu cầu thủ chạy cánh của Liverpool và Real Madrid, Steve McManaman.
Sau đó, Brewster đã được HLV Jürgen Klopp triệu tập vào đội chính vào tháng 10 và tháng 11 năm 2016, trong đó anh ấy đã lập một hat-trick trước Accrington Stanley. Cuối mùa giải đó, anh được ghi tên trên băng ghế dự bị cho trận đấu tại Premier League của Liverpool với Crystal Palace vào ngày 23 tháng 4 năm 2017. Mùa giải tiếp theo, trong trận đấu tại UEFA Youth League của Liverpool với Spartak Moscow, Brewster là nạn nhân của những bình luận phân biệt chủng tộc từ đội trưởng của Spartak, Leonid Mironov. Một cuộc điều tra về vụ việc đã được UEFA mở ra sau trận đấu và sau đó, Brewster đã nói trong một cuộc phỏng vấn với The Guardian rằng đây là trường hợp thứ bảy mà anh từng trải qua. UEFA sau đó phán quyết rằng không có đủ bằng chứng để có hành động tiếp theo khởi tố Mironov.
Vào ngày 12 tháng 1 năm 2018, trong trận đấu của U23 với Manchester City, Brewster đã nhận được hỗ trợ oxy và phải thay ra khỏi sân sau khi đáp xuống lúng túng sau cú bật trên không. Sau đó anh được chẩn đoán bị bong gân mắt cá chân và tổn thương dây chằng và được loại ở phần còn lại của mùa giải. Vào tháng 3, anh ta đã phải trải qua một cuộc phẫu thuật thứ hai cho đầu gối mà anh phải chịu trong cùng một sự cố trên. Đến cuối mùa giải, Brewster là chủ đề của những đồn đoán chuyển nhượng dữ dội mà đỉnh điểm là Liverpool hủy trận giao hữu theo lịch trình với Borussia Mönchengladbach sau khi câu lạc bộ Đức bị cáo buộc đã 'vỗ về anh ta''.
Vào tháng 6 năm 2018, Brewster đã ký hợp đồng chuyên nghiệp năm năm với Liverpool. Anh có tên trong đội hình trận đấu cho trận lượt về vòng bán kết UEFA Champions League 2018-19 của Liverpool với Barcelona vào ngày 7 tháng 5 năm 2019, nhưng vẫn là không sử dụng trong đội hình thay người. Mặc dù chưa bao giờ chơi trong một trận đấu cho câu lạc bộ nhưng Brewster lại ngồi trên băng ghế dự bị trong trận Chung kết UEFA Champions League 2019 với Tottenham Hotspur vào ngày 1 tháng 6 năm 2019 vì vậy đã giành được huy chương khi Liverpool giành chiến thắng 2-0.
Anh ra mắt thi đấu cho câu lạc bộ vào ngày 25 tháng 9 năm 2019 trong trận đấu với EFL Cup trước Milton Keynes Dons.

## Sự nghiệp quốc tế
Brewster là người Anh và đã đại diện cho quốc gia thi đấu ở nhiều cấp độ thanh thiếu niên khác nhau nhưng vẫn đủ điều kiện chơi cho Thổ Nhĩ Kỳ vì mẹ anh là người Thổ Nhĩ Kỳ-Síp.

### Đội tuyển bóng đá trẻ quốc gia Anh
Đã từng đại diện cho Anh ở cấp độ U16, Brewster đã ghi sáu bàn sau năm lần ra sân cho U17 Anh năm 2016, bao gồm một cú hat-trick vào lưới Croatia và cú đúp vào lưới Đức. Sau đó, anh đã mở đầu cuộc tấn công tại Giải vô địch bóng đá châu Âu U-17 và góp mặt trong trận chung kết với Tây Ban Nha. Anh cuối cùng đã thất bại trên chấm phạt đền, một trong những cầu thủ đã bỏ lỡ quả đá phạt của mình. Anh kết thúc giải đấu với ba bàn thắng sau sáu lần ra sân.
Cuối năm đó, Brewster được báo chí chú ý rộng rãi  sau khi lập hat-trick liên tiếp trước Mỹ và Brasil trong trận tứ kết và bán kết Giải vô địch bóng đá U-17 thế giới. Sau đó, anh đã ghi bàn thắng mở màn của Anh trong trận chung kết khi đội bóng vượt qua Tây Ban Nha 5-2 để giành chiếc cúp. 8 bàn thắng cho giải đấu đã giúp anh giành được giải thưởng Chiếc giày vàng cho cầu thủ ghi bàn hàng đầu và anh cũng được trao Quả bóng đồng cho màn trình diễn cá nhân của mình. Vào tháng 12 năm 2017, Brewster tiết lộ trong một cuộc phỏng vấn với The Guardian rằng đồng đội của anh ta Morgan Gibbs-White đã bị một cầu thủ Tây Ban Nha lạm dụng chủng tộc trong trận đấu sau báo cáo sự cố cho FIFA.
Vào ngày 30 tháng 8 năm 2019, lần đầu tiên Brewster được đưa vào đội tuyển U21 Anh và ra mắt khi được thay người ở phút thứ 79 trong chiến thắng 3-2 tại vòng loại U22 Euro U21 trước Thổ Nhĩ Kỳ vào ngày 6 tháng 9 năm 2019.

## Thống kê sự nghiệp
Tính đến ngày 30 tháng 10 năm 2019
| Câu lạc bộ | Mùa giải  | Giải đâu       | Giải đâu | Giải đâu | Cúp FA | Cúp FA | EFL Cup | EFL Cup | Châu Âu | Châu Âu | Khác | Khác | Tổng cộng | Tổng cộng |
| Câu lạc bộ | Mùa giải  | Hạng           | Trận     | Bàn      | Trận   | Bàn    | Trận    | Bàn     | Trận    | Bàn     | Trận | Bàn  | Trận      | Bàn       |
| ---------- | --------- | -------------- | -------- | -------- | ------ | ------ | ------- | ------- | ------- | ------- | ---- | ---- | --------- | --------- |
| Liverpool  | 2018-19   | Premier League | 0        | 0        | 0      | 0      | 0       | 0       | 0       | 0       | —    | —    | 0         | 0         |
| Liverpool  | 2019-20   | Premier League | 0        | 0        | 0      | 0      | 2       | 0       | 0       | 0       | 0    | 0    | 2         | 0         |
| Tổng cộng  | Tổng cộng | Tổng cộng      | 0        | 0        | 0      | 0      | 2       | 0       | 0       | 0       | 0    | 0    | 2         | 0         |

## Vinh danh
Liverpool
- UEFA Champions League: 2018-19[40]
- Siêu cúp bóng đá châu Âu: 2019[41]

U17 Anh
- Giải vô địch bóng đá U-17 thế giới: 2017[33][42]
- Giải vô địch bóng đá châu Âu U-17 - hạng nhì: 2017[43]

Cá nhân
- Giải vô địch bóng đá U-17 thế giới - Chiếc giày vàng: 2017[34]
- Giải vô địch bóng đá U-17 thế giới - Quả bóng đồng: 2017[34]